# Louis-Ernest Dubois

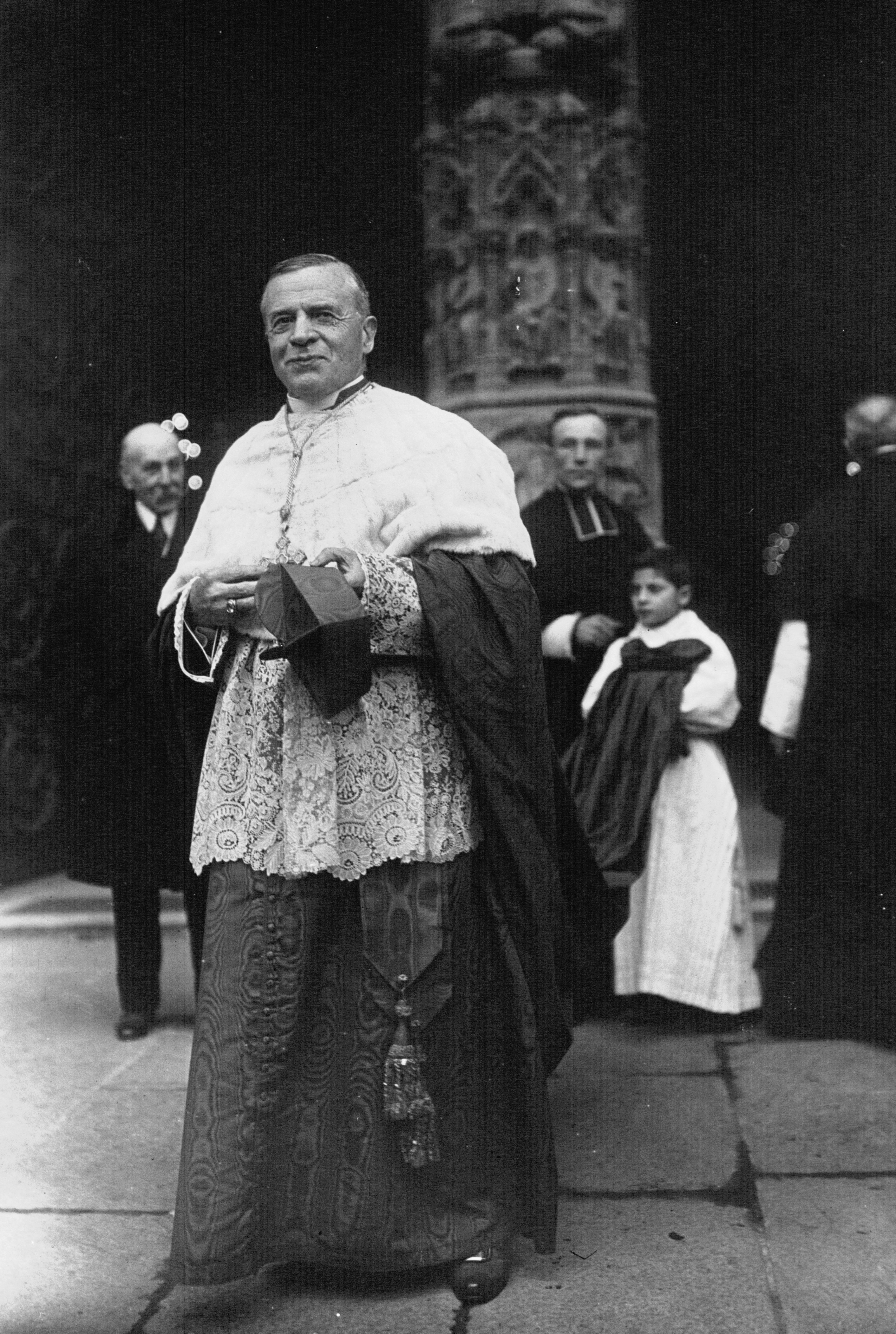
Kardinaal-aartsbisschop van Parijs Louis-Ernest Dubois

Wapen

Louis-Ernest Dubois (Saint-Calais, 1 september 1856 - Parijs, 23 september 1929) was een Frans prelaat in de 20e eeuw.

## Priester
In 1879 werd hij priester gewijd in Le Mans. In het bisdom Le Mans deed hij jarenlang pastoraal werk en vanaf 1989 was hij er vicaris-generaal.

## Bisschop
Zijn bisschoppelijke carrière was als volgt:
- 1901 - 1909: bisschop van Verdun.
- 1909 - 1916: aartsbisschop van Bourges.
- 1916 - 1920: aartsbisschop van Rouen, en in deze functie primaat van Normandië. Als aartsbisschop van Rouen werd hij in 1916 tot kardinaal benoemd; hij had als titulaire kerk Santa Maria in Aquiro in Rome. Hij werkte, samen met het Vaticaan tijdens de Eerste Wereldoorlog, aan plannen hoe de Franse kerk georganiseerd moest worden na de oorlog. In 1919 was hij aanwezig bij de inwijding van de basiliek du Sacré-Coeur in Parijs.
- 1920 - 1929: aartsbisschop van Parijs. Nadat paus Pius XI de extreemrechtse beweging Action Française afkeurde, ageerde kardinaal Dubois zelf ook tegen deze beweging[1].

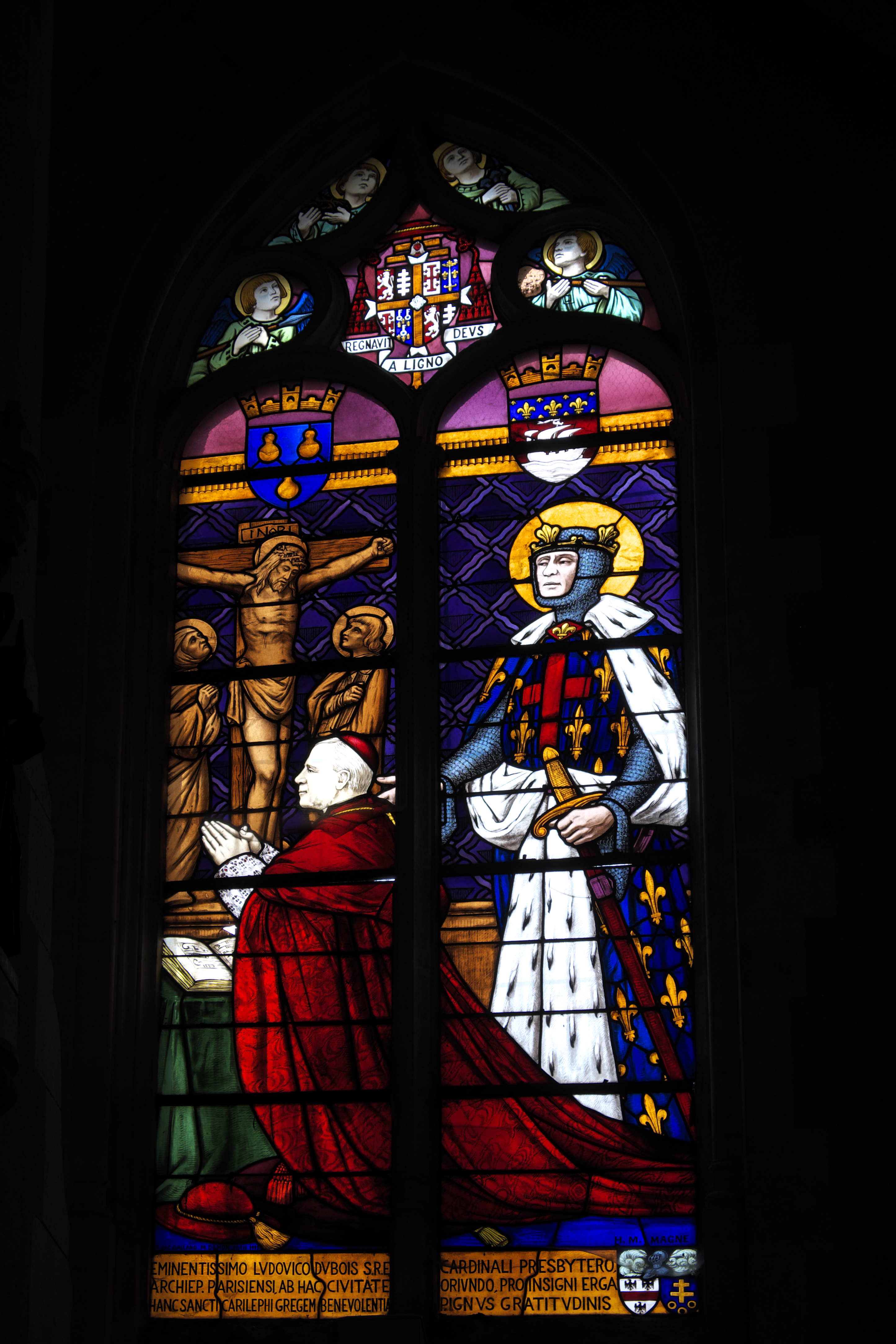
Glasraam in Saint-Calais met kardinaal Dubois
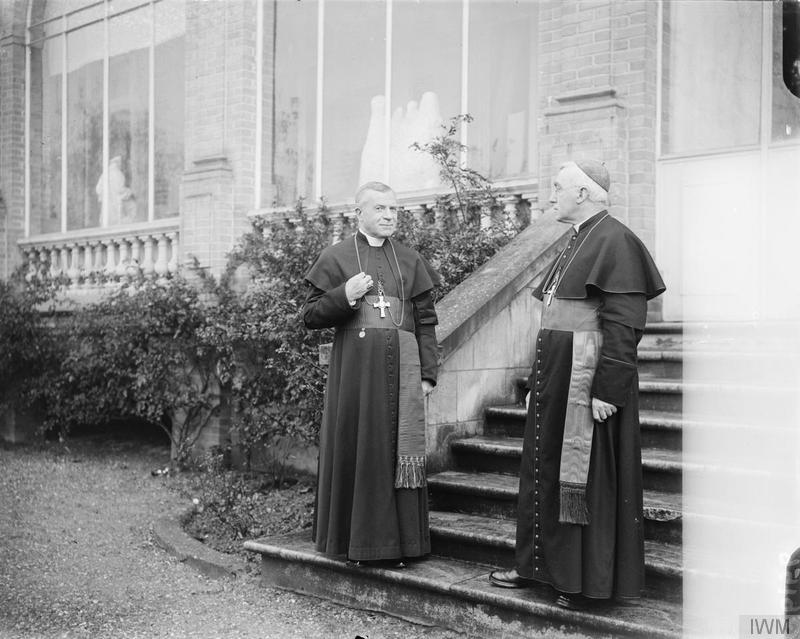
Rouen tijdens de Eerste Wereldoorlog: kardinaal Dubois links, ontvangt de Engelse kardinaal Bourne, rechts
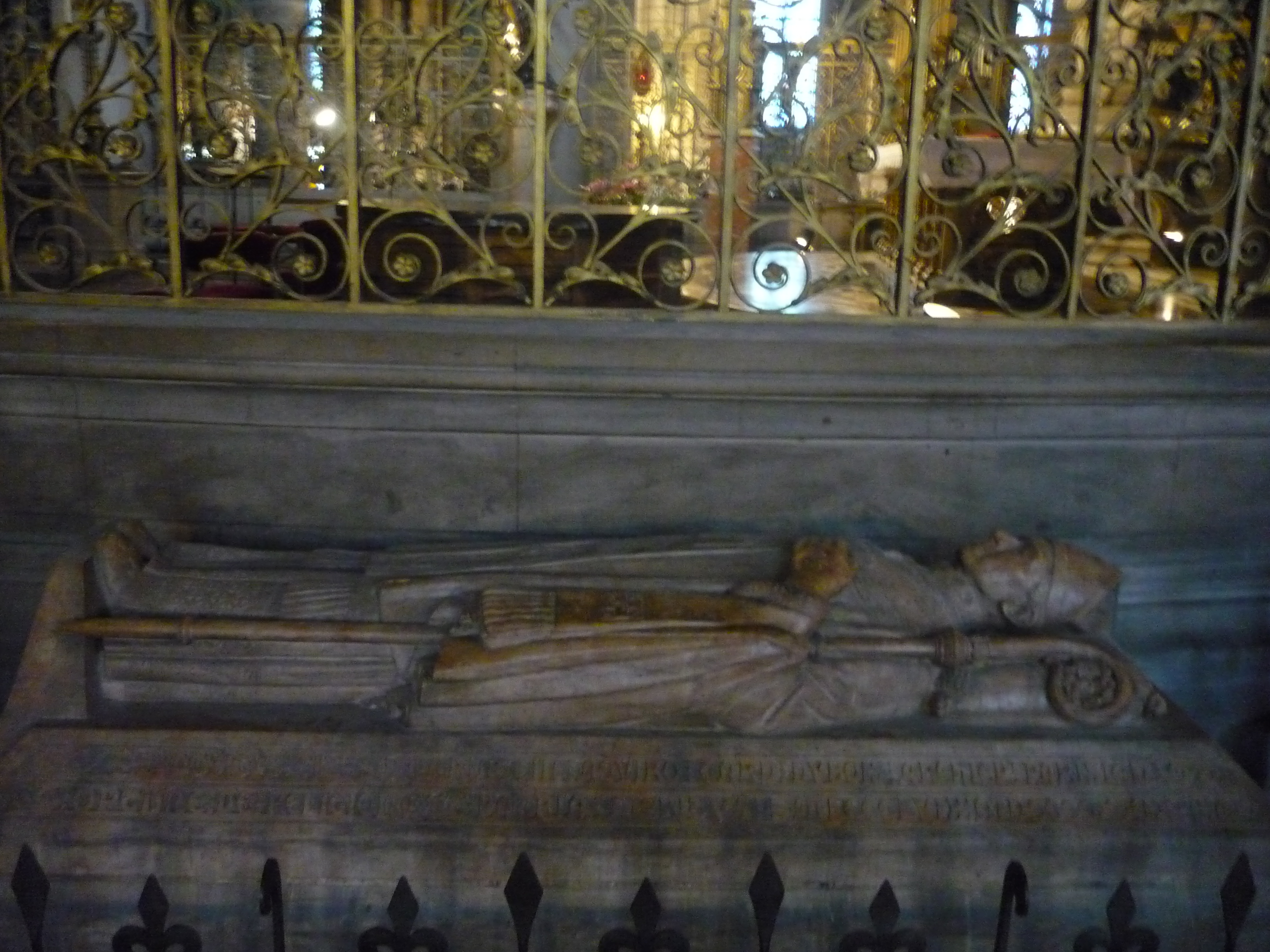
Graftombe in de Notre-Dame van Parijs

- Bibliothèque nationale de France: cb127494640 (data)
- Gemeinsame Normdatei: 128405090
- International Standard Name Identifier: 0000 0000 6126 9258
- Base Léonore: LH//813/17
- Nederlandse Thesaurus van Auteursnamen: 112011012
- Istituto Centrale per il Catalogo Unico: NAPV120471
- SNAC: w6m63bcp
- Système universitaire de documentation: 075909367
- Virtual International Authority File: 100900910
- WorldCat: E39PBJwMCJRwCYTvQfgbb9qPcP